# Litoria electrica
Litoria electrica és una espècie de granota de la família dels hílids. Aquest endemisme d'Austràlia viu al centre i nord-oest de Queensland, en una àrea aproximada de 105.000 km². Es desconeix la seva abundància encara que les poblacions es mantenen estables.
Es troba en una gran quantitat d'hàbitats. Usualment s'observa a la perifèria de pantans semi-permanents i basses temporals en boscos d'eucaliptus; fins i tot es pot trobar dins d'edificis. S'ha reportat el seu cant al desembre, després de les inundacions als pantans que causen les pluges d'estiu.